# Гренбі (Міссурі)
Гренбі (англ. Granby) — місто (англ. city) в США, в окрузі Ньютон штату Міссурі. Населення — 2050 осіб (2020).

## Географія
Гренбі розташоване за координатами 36°55′11″ пн. ш. 94°15′45″ зх. д. / 36.91972° пн. ш. 94.26250° зх. д. (36.919668, -94.262475).  За даними Бюро перепису населення США в 2010 році місто мало площу 11,47 км², з яких 11,46 км² — суходіл та 0,01 км² — водойми.

## Демографія
Згідно з переписом 2010 року, у місті мешкали 2134 особи в 821 домогосподарстві у складі 573 родин. Густота населення становила 186 осіб/км².  Було 940 помешкань (82/км²).
Расовий склад населення:
| - 92,5 % — білих - 2,8 % — корінних американців - 1,1 % — азіатів - 0,3 % — чорних або афроамериканців |

До двох чи більше рас належало 2,8 %. Частка іспаномовних становила 1,7 % від усіх жителів.
За віковим діапазоном населення розподілялося таким чином: 28,0 % — особи молодші 18 років, 56,7 % — особи у віці 18—64 років, 15,3 % — особи у віці 65 років та старші. Медіана віку мешканця становила 36,0 року. На 100 осіб жіночої статі у місті припадало 95,4 чоловіків;  на 100 жінок у віці від 18 років та старших — 84,5 чоловіків також старших 18 років.
Середній дохід на одне домашнє господарство  становив 39 535 доларів США (медіана — 35 058), а середній дохід на одну сім'ю — 44 893 долари (медіана — 41 786). Медіана доходів становила 36 316 доларів для чоловіків та 26 776 доларів для жінок. За межею бідності перебувало 21,0 % осіб, у тому числі 24,6 % дітей у віці до 18 років та 10,8 % осіб у віці 65 років та старших.
Цивільне працевлаштоване населення становило 897 осіб. Основні галузі зайнятості: освіта, охорона здоров'я та соціальна допомога — 20,8 %, роздрібна торгівля — 19,3 %, виробництво — 15,6 %.